# Transoriental Orchestra
Transoriental Orchestra (In memory of Rav Berg) – dziesiąty album studyjny Kayah, wydany 5 listopada 2013 roku przez wytwórnię Kayax w formie książeczki z dwoma płytami CD. Na krążku znalazły się utwory wykonane w językach: ladino, jidysz, arabskim, hebrajskim, macedońskim, romskim i polskim. Album uzyskał status platynowej płyty.

## Geneza
Czynnikiem, który skłonił Kayah do rozpoczęcia pracy nad materiałem, było zaproszenie artystki do występu na Festiwalu Kultury Żydowskiej Warszawa Singera. Na potrzeby koncertu powstał międzynarodowy projekt Transoriental Orchestra, do którego wokalistka zaprosiła kompozytora i producenta Atanasa Valkova, z którym wybrali muzyków pochodzenia polskiego, ukraińskiego i irańskiego. Jak opowiada sama artystka, płyta jest wycieczką śladami Żydów, ukazuje kulturę krajów, po których się przemieszczali i które wpłynęły na ich twórczość.
Na albumie można usłyszeć pieśni żydowskie z różnych regionów Europy i Bliskiego Wschodu. Za produkcję muzyczną i opracowanie albumu odpowiada bułgarski kompozytor muzyki filmowej, Atanas Valkov. Jako materiały bonusowe, na krążku umieszczonych zostało kilka utworów w polskiej wersji językowej, opracowanej przez wokalistkę, a także klubowa wersja piosenki „El Eliyahu" i romskojęzyczna propozycja „Kicy bidy i bokha", pochodząca ze ścieżki dźwiękowej filmu Papusza o twórczości Papuszy.

## Nagranie
| - Kayah - śpiew, chórki, instrumenty perkusyjne, aranżacje - Atanas Valkov - fortepian, instrumenty elektroniczne i perkusyjne, opracowanie muzyczne, programowanie, produkcja muzyczna, aranżacje - Marcin Wyrostek - akordeon - Piotr Żaczek - bas - Robert Luty - perkusja - Iwona Zasuwa - chórki, instrumenty perkusyjne - Mateusz Adamczyk - skrzypce, chórki - Jakub Niedoborek - gitara flamenco, oud, bouzouki, chórki - Marta Zalewska - kontrabas, skrzypce - Patrycja Napierała - bendir, cajón, darabuka, riq, instrumenty perkusyjne - Jahiar Azim Irani - chórki, santur - Rameshgar - flet ney - George Antoniv - klarnet, chórki - Kacper Bogacz - gitara elektryczna - Tomasz Torres - perkusja - Pako Sarr - aranżacja, gitara akustyczna, bas, instrumenty perkusyjne, wokale - Jan Smoczyński - organy Hammonda, programowanie, realizacja, miks - Atom String Quartet w składzie: - Dawid Lubowicz - skrzypce - Mateusz Smoczyński - skrzypce - Michał Zaborski - altówka - Krzysztof Lenczowski - wiolonczela | - Tomasz Budkiewicz - realizacja nagrań i miks - Ryszard Szmit - współpraca przy nagraniu - Andrzej Smolik - mastering - Piotr Porębski - zdjęcia - Natalia Grewińska - projekt graficzny - Joanna Ulatowska-Gruszka - skrzypce I,II,III - Józef Gruszka - kontrabas - Gracjan Paczkowski - gitara - Artur Lesicki - gitara; Darek Kaliszuk - perkusja - Tomasz Pstrokoński-Nawratil - altówka - Stanisław Siwak - akordeon - Robert Kamalski - klarnet |

## Lista utworów

### CD1
| 1.  | „Kondja Mia, Kondja Mia” utwór tradycyjny                      | 3:19  |
|     |                                                                |       |
| 2.  | „Aman Minush” utwór tradycyjny                                 | 4:47  |
|     |                                                                |       |
| 3.  | „De Edad De Kinze Anyos” utwór tradycyjny                      | 5:10  |
|     |                                                                |       |
| 4.  | „Lamma Bada” utwór tradycyjny                                  | 3:39  |
|     |                                                                |       |
| 5.  | „Hava Nagila” utwór tradycyjny                                 | 2:27  |
|     |                                                                |       |
| 6.  | „El Eliyahu” utwór tradycyjny                                  | 3:30  |
|     |                                                                |       |
| 7.  | „Transoriental” muz. Atanas Valkov                             | 3:15  |
|     |                                                                |       |
| 8.  | „Ajde Jano” utwór tradycyjny                                   | 5:17  |
|     |                                                                |       |
| 9.  | „Rebeka” muz. Zygmunt Białostocki, sł. Andrzej Włast           | 4:42  |
|     |                                                                |       |
| 10. | „Jidisze Mame” muz. Jack Yellen, Lew Pollack, sł. Jack Yellen  | 3:48  |
|     |                                                                |       |
| 11. | „Warszawo ma” muz. Kazimierz Jerzy Oberfeld, sł. Andrzej Włast | 2:04  |
|     |                                                                |       |
|     |                                                                | 41:58 |
|     |                                                                |       |

### CD2
| 1. | „Muszlo moja” utwór tradycyjny, słowa polskie - Kayah                           | 3:19  |
|    |                                                                                 |       |
| 2. | „Nie ma mnie już i cóż” utwór tradycyjny, słowa polskie - Kayah                 | 4:44  |
|    |                                                                                 |       |
| 3. | „Nie ma dat” utwór tradycyjny, słowa polskie - Kayah                            | 5:09  |
|    |                                                                                 |       |
| 4. | „El Eliyahu” utwór tradycyjny                                                   | 3:34  |
|    |                                                                                 |       |
| 5. | „Kicy bidy i bokha” muz. Jan Kanty Pawluśkiewicz, sł. Bronisława Wajs "Papusza" | 2:52  |
|    |                                                                                 |       |
|    |                                                                                 | 19:38 |
|    |                                                                                 |       |